# Gifted Hands: The Ben Carson Story (película)
Gifted Hands: The Ben Carson Story (titulada Manos milagrosas, en Hispanoamérica y El mundo en sus manos, en España) es una película del 2009 dirigida por Thomas Carter y protagonizada por Cuba Gooding Jr. y Kimberly Elise, inspirada en la historia de la vida del neurocirujano Ben Carson de 1961 a 1987. Presentada por Johnson & Johnson, la película se presentó en TNT el sábado, 7 de febrero de 2009. Su título se volvió a utilizar después de que en 1992 salió un vídeo documental sobre Ben Carson, publicado por Zondervan, aunque no son las mismas películas y por parte dejan de ser similares cambiando ciertos aspectos 
.[cita requerida]

## Trama
La trama de la historia se centra en Ben Carson, cuando tuvo que vivir sin su padre a la edad de 8 años, se tuvo que mudar a Detroit con su madre y su hermano Curtis. Mientras se encontraba en cama, se culpaba porque sus padres se habían separado. Una mañana, Ben nota que su madre está de bajo ánimo por lo que ella se interna en un hospital dejándolo a él y a Curtis con una tía temporalmente. En la escuela, al iniciar sexto grado, no sacaba buenas calificaciones, pero fue mejorando a un nivel en que fue a un concurso de deletreo y ganó, pero en los años 70 las personas negras no eran apreciadas por la gente blanca, y una de sus maestras con mucha ira dijo que se suponía que los demás alumnos blancos eran mejor que los negros y él no merecía haber ganado, haciendo que sus compañeros se sentían apenados porque vieron su progreso. En octavo grado, lo criticaban por su ropa, y llegó a amenazar a su mamá por un pantalón que ella le había comprado. Esto antes no era conocido como bullying, sino que se llamaba "capitaliza" que, traducido al español, es la capitalización. El dinero que Ben tenía lo gastó en una navaja de bolsillo, con la que intentó agredir a un compañero que lo molestó por cambiar la estación de la radio y lo insultó. Ben le enterró el cuchillo, pero se quebró en la hebilla de la faja, y Carson pensando que lo había herido, salió corriendo. Al graduarse de la secundaria, comenzó a estudiar para ingresar a la facultad de medicina en Yale. En uno de los exámenes, le pusieron un problema que solo él pudo contestar, debido a que la noche anterior tuvo un sueño donde le ponían exactamente la misma pregunta, en ese sueño aparece su mamá diciéndole "Ben, tú no necesitas el libro, todo lo que necesitas está en tu cabeza". En el examen, sus amigos se rindieron, pero él obtuvo una calificación excelente. Tiempo más tarde logró entrar de médico interno en el hospital Jhons Hopkins. Allí, una niña con convulsiones entró al quirófano, pero cuando le iban a hacer la cirugía, el doctor responsable que la tenía que operar no estaba disponible teniendo que tomar una decisión: dejar que la paciente muriera o hacerse cargo de la cirugía, aun sabiendo que lo podían echar del hospital por haber hecho la cirugía él solo. En medio de la espera, Ben le tuvo que advertir a los padres de la niña que podía perder parte de su capacidad del habla y motora. Despues de la cirugía, a él lo llaman a la oficina del director del hospital diciéndole: "Sabes, Benjamín, podrías perder tu lugar aquí", pero él, con toda honestidad, dijo: "Señor, haga lo que es correcto". El director del hospital, sabiendo que él tuvo que tomar una decisión de último momento, no lo despidió, y le dijo: "Felicidades, doctor Carson; por eso, el hospital le da una beca para estudiar su especialidad". En los tres años de la especialidad, Carson cuenta que le llegó el caso de unos siameses originarios de la entonces Alemania Occidental. Cuando conversaban les dijo a los padres que podía haber una cirugía que les salvara la vida, pero el riesgo era que no podían sobrevivir a la operación a menos de que supiera cómo salvar a los dos bebés sin que hubiera hemorragia. Un día, en su casa, Ben estaba en la cocina conversando con su madre mientras ella lavaba los platos. Allí, Ben observa cómo el grifo de la cocina gotea lentamente y momentos después, cuando está jugando billar en la sala de su casa, se da cuenta de que tiene la solución al problema asimilándolo con el mismo grifo. Finalmente, decide realizar la cirugía con la ayuda de cincuenta doctores más durante 22 horas, logrando separarlos con éxito. En el epílogo, se menciona que los siameses alemanes pudieron vivir una vida normal y que Ben Carson y su esposa Candy crearon una beca para estudiantes de neurología.

## Reparto
- Cuba Gooding Jr. es Benjamín "Ben" Carson M.D.
- Gus Hoffman es Ben Carson adolescente.
- Jaishon Fisher es Ben Carson niño.
- Kimberly Elise es Sonya Carson, la madre de Ben y Curtis Carson.
- Aunjanue Ellis es Candy Carson,  la novia/esposa de Ben.
- Gregory Dockery II es Curtis Carson  adolescente.
- Tajh Bellow es Curtis Carson niño.
- Scott Stangland es Peter Rausch.
- Angela Dawe es Augusta Rausch.

## Crítica
En general, ha recibido críticas positivas, y una calificación de 63/100 en metacritic.com. Orlando Sentinel dijo: "Es la película perfecta para un país retado por su nuevo presidente a ser mejor". El Hollywood Reporter escribió: "La película es tan buena que un poco de inmodestia no solo es aceptable, es además comprensible." Y el Washington Post afirmó: "Es muy buena película, perseverante, pasmada por transiciones difíciles y una banda sonora deliciosa.[cita requerida]